# Batang Duri
Batang Duri, (mal. Kampong Batang Duri) – miejscowość w mukimie Amo, dystrykcie Temburong, nad rzeką Sungai Temburong w Brunei. Położona jest 18 km na południe od Bangar. Kończy się tu droga Jalan Batang Duri. Znajduje się tu Outward Bound Brunei Logistic Centre at Kampong Batang Duri, skąd odpływają w górę rzeki długie łodzie wiosłowe umożliwiające dotarcie do Parku Narodowego Ulu Temburong oraz Kuala Belalong Field Study Centre. W pobliżu, przy drodze do Bangar, ulokowany jest park i mały ogród zoologiczny - Taman Batang Duri